# Pyréthrine
 (août 2017).
Si vous disposez d'ouvrages ou d'articles de référence ou si vous connaissez des sites web de qualité traitant du thème abordé ici, merci de compléter l'article en donnant les références utiles à sa vérifiabilité et en les liant à la section « Notes et références ».
Les pyréthrines sont un ensemble de substances dérivées des fleurs de pyrèthre de Dalmatie ou de certains chrysanthèmes, en particulier le chrysanthème de Perse (Tanacetum coccineum). Ces plantes en contiennent dans leur tissu une faible concentration. Le pyrèthre étant une plante d'altitude, sa floraison n'est réellement abondante qu'au-dessus de 1 600 m.
Extraite principalement des fleurs, cette substance est composée de principes chimiques différents qui ont la propriété d'attaquer le système nerveux des insectes et se montrent également toxiques pour les poissons.
Ces substances ont une importance en toxicologie du fait qu'elles provoquent chez les êtres vivants qui les ingèrent une inhibition de la repolarisation du canal sodique, entraînant différents signes cliniques comme des vomissements, des nausées ainsi que des convulsions. Elles sont cependant instables, et leur biodégradabilité est importante dès qu'elles se trouvent exposées à l'air, la lumière ou la chaleur. C'est pourquoi elles sont de plus en plus utilisées en remplacement des composés organochlorés et organophosphorés.
À dose plus faible, la pyréthrine a une activité insecticide ou répulsive.
Il est théoriquement possible de fabriquer un insecticide à base de pyrèthre en utilisant de la poudre de fleur séchée macérée 48 heures dans de l'eau, cependant la solution obtenue doit être immédiatement utilisée du fait de sa biodégradabilité rapide. Finalement la meilleure façon d'utiliser les propriétés de ces plantes est d'en installer quelques pieds dans les massifs entourant le potager.

## Historique
L'usage des pyréthrines remonte à la Perse, vers 400 avant notre ère. Développées durant les années 1960, les pyréthrinoïdes sont des pyréthrines synthétiques, créées pour pallier la grande sensibilité des pyréthrines - qui se décomposent facilement lorsque exposées à l'air, la lumière ou la chaleur.
À cause de leur instabilité, elles furent remplacées par les insecticides organophosphorés et organochlorés, développés après la 2ème guerre mondiale.
Dès les années 1970, les pyréthrines et les pyréthrinoïdes connaissent un regain d'intérêt en raison de la toxicité et de l'effet sur l'environnement des insecticides organophosphorés et organochlorés.

## Usage
La pyréthrine entre notamment dans la composition des produits traitant la pédiculose (anti-poux) qualifiés de pédiculicide.

## Composition chimique
Composition d'un mélange de pyréthrines naturelles :
| Nom           | Volume | Structure |
| ------------- | ------ | --------- |
| Pyréthrine I  | 35 %   |           |
| Pyréthrine II | 33 %   |           |
| Jasmoline I   | 5 %    |           |
| Jasmoline II  | 4 %    |           |
| Cinerine I    | 10 %   |           |
| Cinerine II   | 14 %   |           |